# Bandera de les Illes Òrcades
La nova bandera oficial de les Illes Òrcades fou la guanyadora d'una consulta popular durant el febrer i març de 2007. La consulta convidava a escollir el disseny preferit dins un grup reduït de cinc dissenys escollits per la cort de Lord Lyon King of Arms, l'autoritat heràldica d'Escòcia. El disseny guanyador amb un 53% dels 200 vots emesos fou el de Duncan Tulloch de Birsay
Els colors vermell i groc formen part dels escuts d'armes reials d'Escòcia i Noruega, un lleó rampant d'or sobre un camp de gules en l'escut noruec i a la inversa en l'escocès. El color blau es pren de la bandera d'Escòcia i també representa el mar i el patrimoni marítim de les illes.
La nova bandera s'assembla a les banderes de Noruega (blanc en lloc de groc) i d'Åland (colors invertits). La qüestió de la suposada similitud amb la bandera utilitzada pel partit feixista Nasjonal Samling de Vidkun Quisling va aparèixer al diari "The Orcadian" el maig de 2007 i la controvèrsia del disseny continua viva. Aquesta bandera però no va incloure la creu blava que les fa més clarament distingibles. També cal assenyalar que una bandera vermell i groga va ser, i segueix sent, utilitzada per la població de la província sueca d'Escània anys abans que ho fes el Nasjonal Samling. Una bandera de creu groga sobre vermell també és utilitzada per la població finlandesa de parla sueca.

## Bandera antiga

Antiga bandera no oficial.

L'anterior bandera no oficial va ser creada a mitjan la dècada de 1990 i atribuïda a Magnus Erlendsson. Aquesta presenta una creu nòrdica vermella sobre un camp groc. Magnus Erlendsson fou comte de les illes de 1108 a 1117. No obstant això, no hi ha res que connecti a la creu vermella sobre groc, sent aquesta una atribució d'avui dia. Aquesta bandera no tenia estatus oficial, després de ser rebutjada per l'autoritat heràldica d'Escòcia degut a la seva similitud amb les armes de l'Ulster. Històricament, la creu vermella sobre fons groc s'associa amb la bandera de la Unió de Kalmar, un estat escandinau medieval del que les illes en formaven part.

## Banderes amb Creu nòrdica a les Illes Britàniques
Les banderes amb creu nòrdica a les Illes Britàniques són usades per fer una al·lusió a una herència nòrdica o gaelico-nòrdica. Moltes no són oficials.

Bandera de les Illes Shetland
Bandera de l'antic ríding de West Riding of Yorkshire